# Nevskya meridionalis
Nevskya meridionalis är en insektsart. Nevskya meridionalis ingår i släktet Nevskya och familjen långrörsbladlöss. Inga underarter finns listade i Catalogue of Life.